# Anton Yelchin
Anton Viktorovich Yelchin (rus. Анто́н Ви́кторович Ельчи́н; Lenjingrad, 11. ožujka 1989. – Los Angeles, 19. lipnja 2016.) bio je američki filmski i televizijski glumac.

## Životopis
Pojavio se kasnih 1990-ih na televiziji i u hollywoodskim filmovima Paukova zavjera i Potonula srca (oba 2001.). Yelchin se kasnije pojavio u televizijskoj seriji Dr. Huff i filmovima Povratak (2004.), Alpha Dog (2007.), Star Trek (2009.), Terminator: Spasenje (2009.), Štrumpfovi (2011.), Moj susjed je vampir (2011.) i Kao ludi (2011.). Uloga Jacoba Clarkea u miniseriji Oteti Stevena Spielberga bila je značajna u napredovanju njegove karijere dječjeg glumca.

## Vanjske poveznice
- Anton Yelchin u internetskoj bazi filmova IMDb-u (engl.)
- Anton Yelchin na Turner Classic Movies
- Anton Yelchin[neaktivna poveznica] na All Movie
- Anton Yelchin na Memory Alpha